# サイバーパンク2.0.2.0.
『サイバーパンク2.0.2.0.』 (Cyberpunk 2020)は、サイバーパンクをテーマにしたテーブルトークRPG。
アメリカ合衆国のゲーム出版会社R. タルソリアンゲームズ（en:R. Talsorian Games）によって発売され、日本語版はホビーベースイエローサブマリンにより1993年に販売されている。

## 概要
1980年代にSF文学界を中心にムーブメントを起こした「サイバーパンク」の世界で遊ぶことを目的にしたTRPG。
本作『サイバーパンク2.0.2.0.』は他のサイバーパンク物のTRPGと同様に「サイバネティックスやコンピュータネットワークが奇形的に発達した近未来の世界」を描くことを中心にデザインされたゲームである。
ただし、本作はSF技術的な設定よりも近未来の社会における暗黒面を描くことを重要視している。
これはサイバーパンクの原典であるウィリアム・ギブスンやブルース・スターリングの諸作がいわゆる暗黒小説やフィルム・ノワールの要素を含む犯罪小説・犯罪映画の影響を受けて作られており、
『サイバーパンク2.0.2.0.』もその流れを忠実に受け継いでいるためである。
それゆえに本作はただの近未来SFアクションではなく、暴力的かつ退廃的なピカレスク物語を楽しみやすいような形で設定やゲームシステムが構築されている。
アメリカ本国の英語版はR.タルソリアンゲームズから1988年に初版が発売された。
ゲームデザインはマイク・ポンスミスが担当。
初版タイトルはCyberpunk 2013であった（初版はしばしばCyberpunkのみで表記されることもある）。
サイバーパンクをメインテーマとしたTRPGではCyberpunk 2013が世界最初の作品になる。
1990年にはルール第二版にあたるCyberpunk 2020が発売、2005年にはルール第三版にあたるCyberpunk V3.0が発売された。
日本語に翻訳されたのはこのうちルール第二版のCyberpunk 2020である。
日本語版は1993年にホビーベースより発売された。翻訳はファーイースト・アミューズメント・リサーチ（F.E.A.R.）が担当。
翻訳スタッフには、後に『トーキョーN◎VA』の制作者となる中島純一郎も参加している。
なお、本作における日本の設定資料である「ニッポンソースブック」は翻訳ではなく、F.E.A.R.社により作られた国産品である。
また、日本語版では公式ファンクラブも存在しており翻訳スタッフ達によるミニ・サプリメント「クリオタンク」が会報として定期的に発送されていた。
2012年、CD Projekt社によりコンピューターゲーム『サイバーパンク2077』の開発が発表された。これは可能な限りTRPGと同等のルール、キャラクターロールを持つことを目指しており、TRPGで直接利用可能なキャラクターシートの印刷機能を実装するとされていた。
2020年、2045年を舞台にしたTRPG"Cyberpunk RED"を発売。この時代は企業戦争により世界が壊滅的被害を受け、核攻撃と軌道攻撃の余波により空が赤く染められた。その結果「赤の時代(the Time of the Red)」と呼ばれるようになる。

## 世界設定
『サイバーパンク2.0.2.0.』の時代設定は作品名の通り2020年となっている。
ただし、治安は現実世界よりも大幅に悪化している。
アメリカ合衆国は経済的困難により暴動が頻発し、1996年に無政府状態となった。
合衆国全土は3年間の戒厳令が宣言され、略奪に対して軍事法廷による死刑が適用された（同年には日本国で憲法第9条が廃止されている）。
この厳格な規定が非常に有効であったため、戒厳令が解除された1999年には、新たに統一市民法典（UCJC）が制定された。
統一市民法典は「殺人罪に対して死刑」「窃盗に対して追放刑（都市に近づくと苦痛を受けるインプラント埋め込み）」など強い罰則を持っている。
犯罪率の高さは個人の銃器所持を促進させた。
SMGなどのフルオート銃器は違法となったが、ハンドガンを所持するものは非常に多くなっている。
2020年の多国籍企業はより巨大になり、
各国政府が弱体化したため、権力も大きくなっている。

## システム

### 行為判定
行為判定では、サイコロとして10面ダイス1個（1D10）を使用する。
すべての行為判定は1D10による上方判定となる。
出目10は大成功と呼ばれ、達成値は1D10を振り足す（出目10であれば繰り返し）。
出目1は大失敗と呼ばれ、達成値は1D10を振り引く。

### 人間性コスト
サイバーウェアにはそれぞれ人間性コストが設定されている。
埋め込んだサイバーウェアの人間性コストが10点累積するたびに、能力値のEMP（感応）が1点失われる。
EMP（感応）が3点まで落ちると、感情に乏しい人間になる。
EMP（感応）が0点まで落ちると、サイバーサイコ（殺人狂）となってしまう。

## ロール
- ロッカーボーイ／ガール - 民衆を奮い立たせるメッセージを出すことができるロッカー。〈カリスマティック・リーダーシップ〉の特殊技能を持つ。
- ソロ - 雇われの殺し屋など。〈コンバット・センス〉の特殊技能を持つ。
- ネットランナー - コンピュータに直接接続したハッカー。〈インターフェイス〉の特殊技能を持つ。
- テッキー - サイバーウェアの専門家。〈即製〉の特殊技能を持つ。
- メドテク - 医療技術の専門家。〈メディカル・テク〉の特殊技能を持つ。
- メディア - 真実を求めて取材を行なうレポーター。〈信用〉の特殊技能を持つ。
- コップ - 重武装した法の番人。〈公的権力〉の特殊技能を持つ。
- コーポレート - 多国籍企業の管理職。〈支援要求〉の特殊技能を持つ。
- フィクサー - 密輸業者などのストリート・ブローカー。〈裏取引〉の特殊技能を持つ。
- ノーマッド - 荒野を駆ける無法者。〈ファミリー〉の特殊技能を持つ。

## 製品
日本語版の製品のみ記述する。
- 『サイバーパンク2.0.2.0.』（基本ルールブック） マイク・ポンスミス他／R.タルソリアンゲームズ、ホビーベースイエローサブマリン、1991年、292頁。ISBN なし
- 『レフリーズアクセサリー』（サプリメント）
- 『ナイト・シティ』（ワールドガイド）
- 『クロームブック サイバーパンク・スタイルガイド』（サプリメント）
- 『クロームブック2 サイバーパンク・スタイルガイド2』（サプリメント）
- 『ドラゴン・スキン・パック』（サプリメント）
- 『ニッポンソースブック 日出ずる国のサイバーパンク』（ワールドガイド）